# Zkouška pilota Pirxe
Zkouška pilota Pirxe je sci-fi film podle povídky Přelíčení (česky ve sborníku Pánův hlas), kterou napsal polský spisovatel Stanisław Lem. Film vznikl v polsko-sovětské koprodukci v roce 1978. V ruské verzi má film název Дознание пилота Пиркса (Doznanie pilota Pirxa), v polské Test pilota Pirxa. Roli pilota Pirxe ztvárnil Sergej Děsnickij. V jedné z rolí se objevil herec Alexandr Kajdanovskij, později známý z Tarkovského filmu Stalker. Režisérem byl Marek Piestrak. Film má stopáž 104 minut.
Film měl poměrně velký úspěch. Promítal se i v české distribuci. Byl oceněn Velkou cenou Zlatý Asteroid na Mezinárodním filmovém festivalu v Terstu v roce 1979.

## Děj
Pilotu Pirxovi je nabídnuto zúčastnit se jako velitel mimořádného testovacího letu kolem Saturnu. Vtip je v tom, že v posádce je robot. Pirx má za úkol posoudit všechny členy posádky. Společnosti, která roboty vyrábí, jde pochopitelně o to, zda robot může nahradit člověka. Samozřejmě, že Pirx během letu pátrá, kdo je robotem a dochází k mnoha odhalením, kdy i jednotliví členové posádky za ním jdou a sami mu z nejrůznějších osobních pohnutek říkají, zda oni jsou či nejsou robot. K Pirxově překvapení v jeho posádce není robot jediný. Střetnutí s tím hlavním testovaným robotem Pirxe ale teprve čeká. V okamžiku, kdy se raketa řítí do Saturnových prstenců a nastane krizová situace... na zjištění faktu, kdo je ten hlavní robot a jak naložit s krizovou situací totiž najednou závisí život celé posádky.